# Johann Ludwig Burckhardt
Johann Ludwig Burckhardt (Lausana, 24 de novembro de 1784 — Cairo, 15 de outubro de 1817) foi um explorador suíço e profundo conhecedor da língua árabe e da religião muçulmana de sua época. Fazendo-se passar por mercador árabe, viajou pela Arábia, centro e leste do Saara, além da Núbia.
Foi o primeiro europeu a visitar as ruínas de Petra, em 1812, a antiga capital dos Nabateus, sendo também um dos primeiros europeus que conheceram Meca e Medina. Além do mais, descobriu os templos do faraó Ramessés II e de Nefertari em Abul-Simbel, Núbia.
Converteu-se à religião islâmica, tomando o nome de Ibrahim ibn Abdullah e veio a óbito aos 32 anos.

## Publicações
Publicou em Londres: Viagem à Núbia, Viagem à Síria e Viagem à Arábia.
- (em inglês) Travels in Nubia (1819)
- (em inglês) Travels in Syria and the Holy Land (1822)
- (em inglês) Travels in Arabia (1829)
- Arabic Proverbs, or the Manners and Customs of the Modern Egyptians (1830)
- Notes on the Bedouins and Wahabys (1831)